# メルセデス・ベンツ・SLRマクラーレン

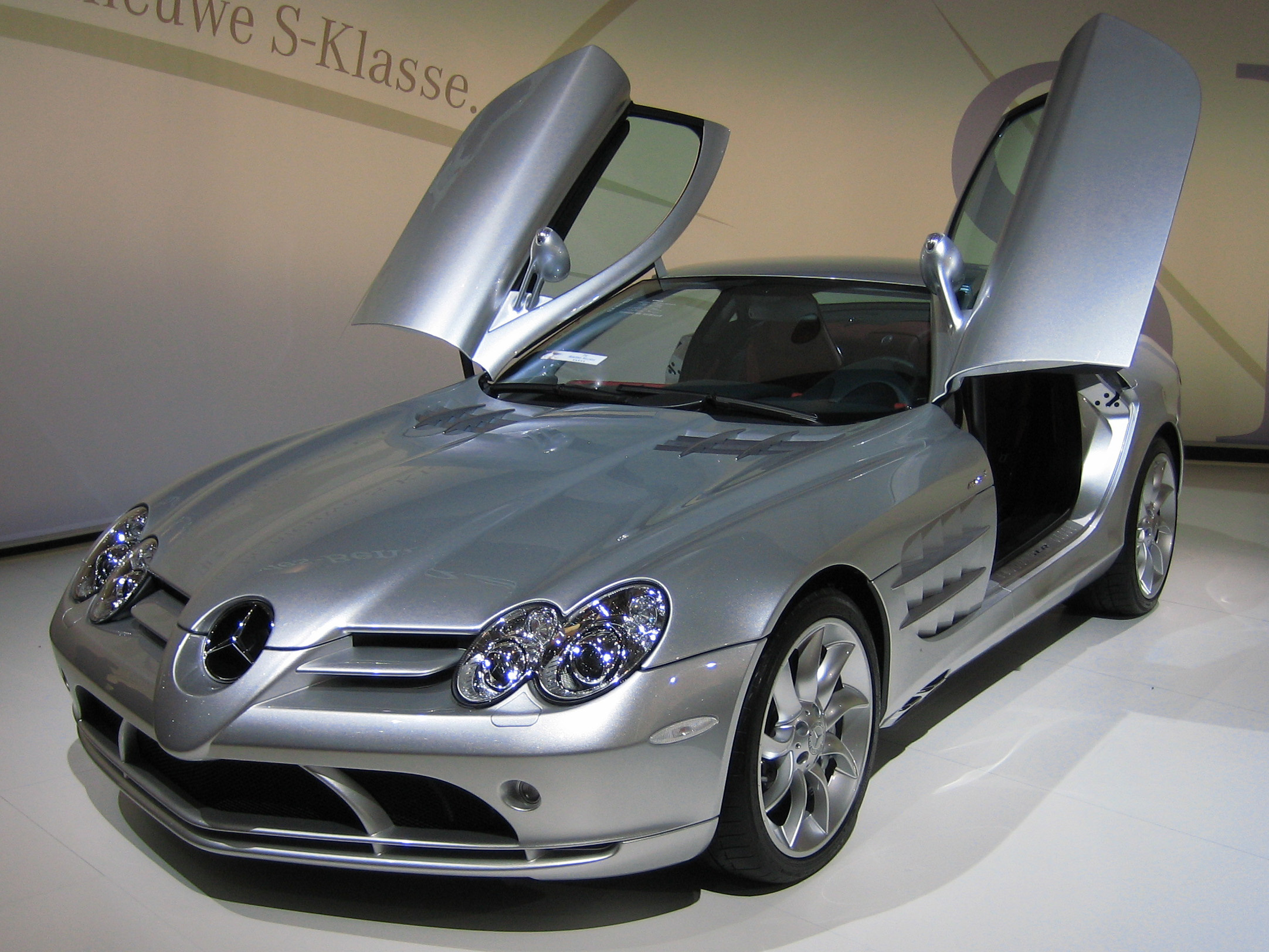

メルセデス・ベンツ・SLRマクラーレン (Mercedes-Benz SLR McLaren) は、ドイツの自動車メーカーであるダイムラーがメルセデス・ベンツブランドで生産していたスーパーカーである。

## 概要
SLRマクラーレンはモータースポーツの最高峰、F1に参入するメルセデス・ベンツとマクラーレンが造り上げたスーパーカーである。「SLR」の名は1955年に活躍した300SLRにちなんだもので、バタフライドアや、F1のノーズコーンを連想させるフロント周りなどの細部が特徴である。
イギリス・マクラーレンの専門工場にてハンドメイドにより生産された。
6バージョンがリリースされ、2009年5月をもって生産を終了した。同時に市販車に関する両社の協同事業契約も終了となったため、直系の後継車はない。その後2010年6月に、より一般的な構造と製造方法により、初のAMG専用モデルとしてSLS AMGが事実上の後継車としてメルセデス・ベンツより発表されているが、このモデルのモチーフはF1や300SLRではなく、市販車の300SLである。

## 歴史

### C199
2003年のフランクフルトショーで登場し、2004年10月から日本でも発売が開始された。その当時の価格は5,775万円。
エンジンはAMGがこの車のためだけに開発したスーパーチャージャー付きの5.4 L V8で、626 PSを発生、0-100 km/h加速は3.8秒である。これは、フロントエンジンながら、ランボルギーニ・ムルシエラゴやポルシェ・カレラGTに匹敵する値である。
一方で、トランスミッションは、競合車種がMTやセミATであるのに対して、SLRマクラーレンはメルセデス・ベンツの他の車種にも搭載されているトルクコンバーター式5速ATを採用している。
ボディはカーボンコンポジットを主体としたモノコックであり、軽量化と高剛性に貢献している。
また、エアブレーキ機能を採用しており、120 km/h以上からのブレーキング時にリアウイングを跳ね上げることで、空気抵抗とダウンフォースを高め、車両の安定性とブレーキ性能を向上させている。
2007年5月SLRロードスターが登場、8月に受注が開始され、9月には生産が開始された。左ハンドル車のみの設計であった。また、日本ではマイバッハ同様、各ディーラーではなくメルセデス・ベンツ日本が顧客に直接販売していた。

## バリエーション

### SLRマクラーレン (SLR McLaren)
スーパーチャージャー付き 5.4L V型8気筒 SOHCエンジン (626 PS / 79.5 kg·m)、5速AT、駆動方式はFR。0-100 km/hは3.8秒で、価格は5,985万円。
カラーはシルバーとブラックの2色のみ展開、それ以外はスペシャルオーダー。日本へ正規輸入された台数は22台とされている。
- SLRマクラーレン

### SLRマクラーレン 722エディション (SLR McLaren 722 Edition)
2006年のパリサロンで高性能バージョンが発表された。“722”は1955年ミッレミリアで、スターリング・モスが300SLRで優勝した際のカーナンバーで、スタート時刻の7時22分を表す。世界限定150台の販売。専用のスポーツサスペンションやカーボンエアロパーツが装備される。価格は6,300万円。
エンジンはスーパーチャージャー付き 5.4L V型8気筒SOHCエンジン (650 PS / 83.6 kg·m) となり、0-100 km/hは3.6秒（-0.2秒）、最高速度は337 km/h (+3 km/h)。駆動方式はFR。
- 722エディション

### SLRマクラーレン ロードスター (SLR McLaren Roadster)
2007年5月に登場した、SLRマクラーレンのオープンモデル。性能はSLRマクラーレンのクーペモデルとほぼ同じである。
ソフトトップの開閉はセミオートマティック機構を採用し、フロントウインドシールド上部のロックを解除し、センターコンソールのスイッチを操作すれば、約10秒での開閉が可能である。
また、ボディ剛性の確保と横転時の安全確保のため、Aピラーを補強し、シート後部にセーフティロールケージを装備する。その後方には、オープン時の風の巻き込みを防ぎ乗員の快適性を保つドラフトストップを新たに装着している。
価格は7,000万円（税込）で、クーペモデルよりも約1,000万円ほど高価。
- ロードスター

### SLRマクラーレン722Sロードスター (SLR McLaren 722S Roadster)
2009年に登場した722のロードスターバージョン。エンジンパワーなども同一で、加速性能、最高速度もほぼ同一の数値をマークする。
- 722S ロードスター

### SLRマクラーレン722GT (SLR McLaren 722GT)
722をベースとしたワンメイクレース用モデルで、メルセデスの認定を受けたRay Mallock社により21台が製作された。
- 722GT

### SLRスターリング モス (SLR Stirling Moss)
2009年の北米国際オートショーにて発表された75台のみの限定車で、同年の6月から10月にかけてデリバリーされた。購入資格はSLRのオーナーに限定される。1950年代にメルセデスのレーシングドライバーとして活躍したスターリング・モスの名を冠したモデルであり、センターコンソールには同氏のサインが加工されている。往年のレーシングカーである300SLR (W196S) をデザインイメージとしており、ルーフとフロントウインドシールドを省き約200 kgの軽量を実現したスピードスタースタイルである。日本にも2台が正規輸入され、内1台は世界で唯一のオリジナルでブラック塗装が施された個体であった。ナンバーの取得も可能であり、価格は1億1000万円でメルセデスの乗用車としては歴代最高価格である。
- SLR スターリング モス フロント
- SLR スターリング モス リア

### SLR マクラーレンエディション (SLR McLaren Edition)
SLRマクラーレンの正式生産終了から1年以上が経過した2011年12月、マクラーレン・スペシャル・オペレーションズ（MSO）はSLRの特注プログラムを発表した。このマクラーレン・エディションは、スターリング・モスを除くSLRの全バリエーションをベースに、ボディ（フロント＆リアバンパー、グリル、トップシェル、サイドグリル、リアディフューザー、ホイール）やインテリアパーツの変更、ステアリングやサスペンションのアップグレード、チタン製スポーツエグゾーストの追加などが行われた。オーナーの仕様に合わせて正確に改造されたため、2台として同じものはない。25台のみが製造された。
- SLRマクラーレンエディション

## ギャラリー
- インテリア
- テールランプ
- エンジン
- ダッシュボード